# Nová oblouková budova

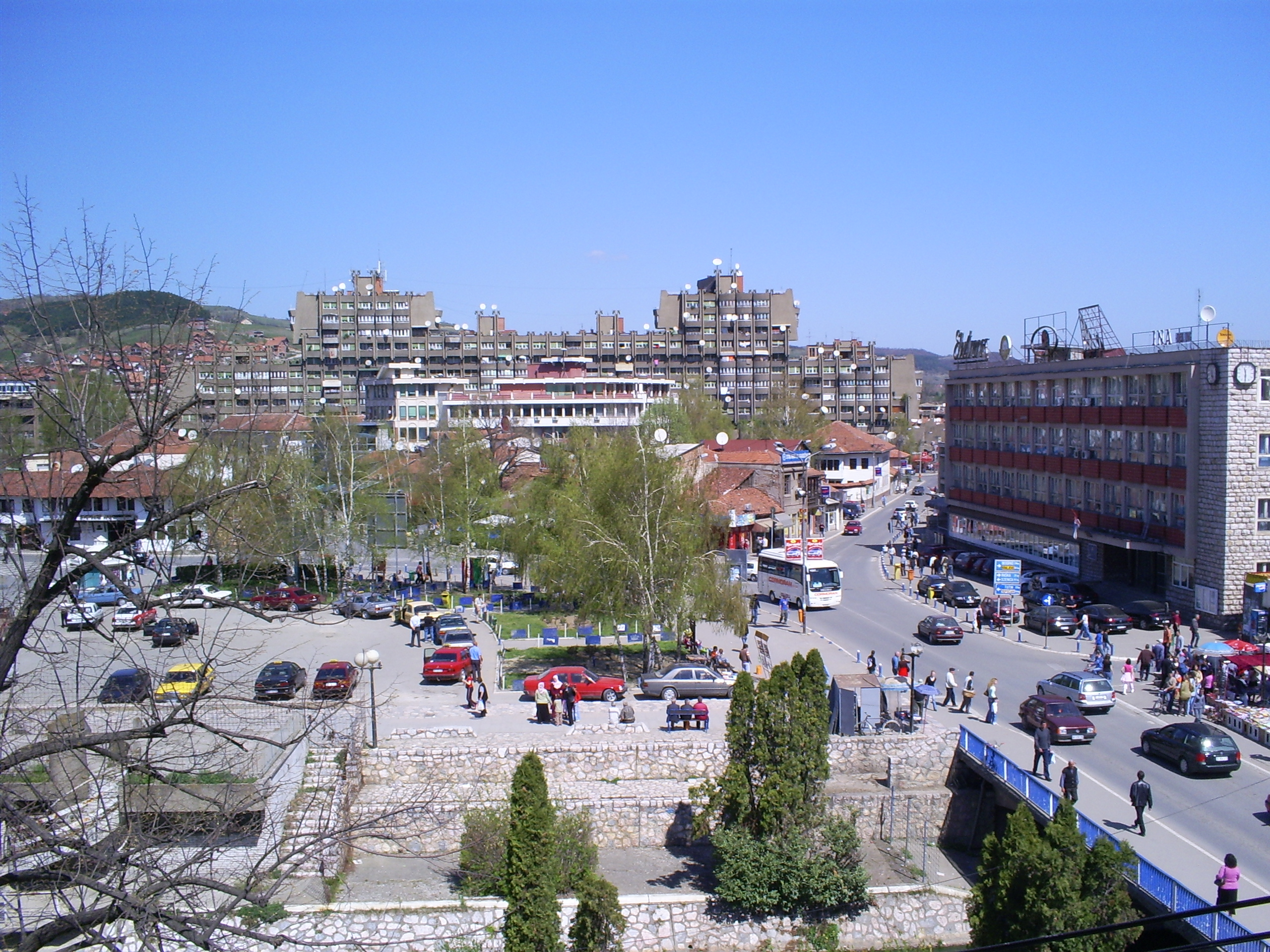
Nová oblouková budova (v pozadí) v centru města.

Nová oblouková budova (srbsky Нова лучна зграда/Nova lučna zgrada) se nachází v srbském městě Novi Pazar. Jedná se o rozsáhlý modernistický blok, který se nachází v centru města, u ulice AVNOJ-a. 
Budova představuje severní okraj nového centra města, které vznikalo v Novém Pazaru na přelomu 80. a 90. let 20. století. Západně od něj se nachází obdobným způsobem konstruovaná Stará oblouková budova. Dle původního územního plánu měly vzniknout tyto stavby celkem tři, nicméně projekt nebyl realizován zcela. Pro stavbu objektu byly strženy četné původní, mnohdy historicky hodnotné objekty. Výstavbu takto mamutí stavby financovaly místní firmy, které zde zajistily kapacity pro vlastní pracovníky a po dokončení byla stavba spravována jako veřejný podnik.
Budova kombinuje obytné bloky s obchodními prostorami. Dlouhý blok (okolo 160 m) má v přízemí obchodní pasáž, ve vyšších patrech se potom nacházejí byty. Obytná část nemá však tvar pouhého oblouku (jak je viditelná z centra města), ale směrem od centra města dále přechází v 4 další napojené bloky; směrem do ulice Stevana Nemanje poté blok dále pokračuje několik desítek metrů mimo hlavní osu. Masa budovy je rozčleněna díky proměnlivé podlažnosti (podle jednotlivých částí objektu) a díky nápadným půlkruhovým balkonům, umístěným na hlavní fasádě.
Budova byla vystavěna na přelomu 70. a 80. let 20. století. V roce 2019 bylo rozhodnuto o rekonstrukci pasáže.